# Семен Бабинський
Семе́н Ми́ткович Ба́бинський (до 1507 — до 1568) — руський (український) боярин з роду Бабинських. Зем'янин у Луцькому повіті Волинського воєводства та Овруцькому старостві Київського воєводства Великого князівства Литовського, власного гербу Бабинських. Військовий та державний діяч. 
Родове гніздо — Бабин.

## Відомості
Семен Бабинський (Симеон, Сенко) єдиний відомий син Митка Бабинського. Королівський дворянин Зиґмунда І Старого та Бони Сфорци (на 1514). Вінницький намісник (зг. 1529), староста житомирський (з 1539 по 1548), слуга великого гетьмана литовського, воєводи троцького Костянтина князя Острозького та його синів — Іллі Острозького та Василя-Костянтина Острозького. Учасник військових кампаній та битв. 
На арені своєї діяльності Семен Бабинський з'являється в писемних згадках у 1507 році. У травні 1514 року в угоді між Мартином Занковичем Пруським та Костянтином Івановичем князем Острозьким він згадується як свідок. 
У 1522 році разом із Василем Боговитиновичем заявляв на свої права відносно сіл Кам'яне, Мухоїдовичі, Іспачичі, Подсихи та Жеров у Овруцькому старостві, які належали київським боярам Івашенцевичам. 
Відомо, що 4 травня 1540 (1544) року написав у Бабині листа до Федора Андрійовича князя  Сангушка. У ньому він просив розв'язати суперечку стосовно сусіднього маєтку Пруси між Яцьком Пруським та Грицьком Сенютою. Згідно опису цього листа, на ньому стоїть печатка Семена Бабинського яка є різновидом гербу Брама — табірна брама в полі, на ній лицарський хрест, знизу застряглі навскіс балки. Поруч підпис «СЕМ».  
Під час укладання угоди (1542) про розподіл маєтків між Беатою Костелецькою та Василем Костянтиновичем Острозьким був призначений королем Зиґмундом І Старим, комісаром зі сторони Василя Острозького. У лютому 1544 року передавав представнику Беати Костелецької ключ від Острозького замку. Також згадується під час ревізій Луцького, Овруцького та Житомирського замків у 1545 році. Відомо, що мав два двори у Луцьку, також двори у Турові, Житомирі та Вінниці. Житомирський замок відбудував разом з Богушем Корецьким за державний кошт. Основні відомі володіння Семена Бабинського: родове гніздо Бабин та Кам'яне.

## Сім'я
Дружина — Марія Чаплич. Діти: Богдана Бабинська, Ганна Бабинська (шлюб — Іван Кирдій-Мнишинський), Андрій Бабинський